# Flugunfall einer Douglas DC-3 der Seattle Air Charter 1949
Der Flugunfall einer Douglas DC-3 der Seattle Air Charter 1949 ereignete sich am 2. Januar 1949. An diesem Tag verunfallte eine Maschine des Typs Douglas C-47A-50DL, mit der ein Passagierflug von Seattle nach New Haven durchgeführt werden sollte, kurz nach dem Start aufgrund eines Strömungsabrisses beim Start infolge unzureichender Enteisung. Bei dem Unfall starben 14 der 30 Personen an Bord der Maschine.

## Maschine
Bei dem Flugzeug handelte es sich um eine Douglas DC-3/C-47A-50DL, die während des Zweiten Weltkriegs im Werk der Douglas Aircraft Company in Long Beach, Kalifornien gebaut und 1943 mit der Werknummer 10181 und dem militärischen Luftfahrzeugkennzeichen 42-24319 an die United States Army Air Forces (USAAF) ausgeliefert wurde. Nach dem Krieg wurde die Maschine als Überbestand der USAAF kategorisiert und ausgeflottet. Die Maschine kam anschließend zur Seattle Air Charter, bei der sie zur zivilen Maschine umgebaut wurde und mit dem neuen Luftfahrzeugkennzeichen NC79025 den Betrieb aufnahm. Das zweimotorige Mittelstreckenflugzeug wurde von zwei Doppelsternmotoren Pratt & Whitney R-1830-92 Twin Wasp mit je 1.200 PS Leistung angetrieben. Bis zum Zeitpunkt des Unfalls hatte die Maschine eine Gesamtbetriebsleistung von 5.419 Betriebsstunden absolviert.

## Besatzung und Passagiere
Die Maschine war von einer Gruppe von Studierenden der Yale University, die sich auf dem Rückweg von ihrem Weihnachtsurlaub befanden, gechartert worden. Auftragnehmer war William F. Leland, der alleinige Besitzer und Betreiber von Seattle Air Charter. Insgesamt 27 Passagiere traten den Flug nach New Haven an. Es befand sich eine dreiköpfige Besatzung an Bord der Maschine, bestehend aus dem 33-jährigen Flugkapitän G. W. Chavers, dem 39-jährigen Ersten Offizier K.A. Love sowie dem 31-jährigen Piloten W. F. Leland. Flugkapitän Chavers verfügte über 6.000 Stunden Flugerfahrung, davon 3.000 mit der Douglas DC-3, der Erste Offizier Love verfügte insgesamt über 3.000 Stunden Flugerfahrung.

## Flugverlauf und Unfallhergang
Der ursprünglich für 18:00 Uhr angesetzte Abflug verzögerte sich, da zu diesem Zeitpunkt keine vollständige Flugbesatzung bereitstand. Erst um 21:00 Uhr erfolgte das Boarding der Flugbesatzung. Erst um 21:38 Uhr rollte die Maschine zum Startpunkt von Startbahn 13, da zunächst aufgrund starken Nebels und Sichtweiten von weitaus weniger als einer Meile keine hinreichenden Wetterminima gegeben waren, um einen Start auszuführen.
Die Besatzung unterhielt den Funkkontakt mit den Fluglotsen, die die Piloten über die aktuelle Wetterlage um den Flughafen informierten. Als die Maschine vom Flugsteig abrollte, meldete der Fluglotse, dass am Flughafen klare Wetterverhältnisse herrschten und die Sichtweite in allen Quadranten der Startbahn zwischen einer halben und einer Viertelmeile variierte. Die Piloten erfragten, ob sie einen Start durchführen könnten. Der Fluglotse bestätigte dies. Einige Minuten später, um 21:45 Uhr, erkundigten sich die Piloten nach den Wetterminima für den Start und erhielten die Auskunft, dass es dafür eine Wolkendecke in 300 Fuß Höhe und Sichtweiten von einer Meile bräuchte. Der Kapitän fragte, ob sie einen Verstoß begingen, wenn sie unter den vorherrschenden Bedingungen starten würden. Der Fluglotse bejahte die Frage. Kurz nach diesem Funkverkehr meldete der Fluglotse erneut die Sichtweite, welche zu diesem Zeitpunkt auf eine Achtelmeile beschränkt war. Weitere 10 Minuten später, während der die Maschine am Startbahnende bereitstand, teilte der Fluglotse mit, dass es scheine, als würde sich das Wetter etwas aufklären. Er wies die Besatzung der DC-3 an, sich in Bereitschaft zu halten und versprach, in Kürze die Startfreigabe zu erteilen. Um 22:01 Uhr äußerten die Piloten, dass sie die vier grünen Positionslichter am Ende der Startbahn sehen könnten und dass sie nun starten würden. Die Lichter waren 5.700 Fuß vom Ende der Startbahn 13 angebracht, welche 7.500 Fuß lang war. Um 22:04 Uhr erteilte der Lotse die Startfreigabe. Gemäß dem Wetterdienst herrschte zu diesem Zeitpunkt eine geschlossene Wolkendecke, die Sichtweite betrug eine Viertelmeile und war durch Nebel eingeschränkt. Letztlich wurde also die Startfreigabe erteilt, obwohl die Sichtweiten unter den erforderlichen Minima lagen. Die Maschine startete zum Startlauf in südlicher Richtung und auf den ersten 1.000 Fuß des Startlaufs schien Augenzeugen zufolge, die die Navigationslichter der Maschine beobachteten, alles normal zu sein. Die Maschine habe dann begonnen nach links abzukommen. Nach 1.800 Fuß hob die DC-3 ab. Die Piloten flogen dann eine Linkskurve auf einen Kurs von 35 Grad nach links von der Landebahn. Gleich darauf rollte die Maschine nach links und linke Tragfläche streifte auf einer Länge von 117 Fuß den Boden. Die Maschine blieb etwa weitere 750 Fuß in der Luft und kam dann, mit dem Heckfahrwerk zuerst, auf dem Boden auf. Nach dem Aufsetzen stellten die Piloten die Triebwerke ab. Die Maschine schlitterte etwa 700 Fuß weiter, prallte gegen einen Hangar und geriet in Brand. Bei dem Unfall wurden 14 Insassen, darunter die dreiköpfige Besatzung getötet, während 16 Personen verletzt wurde.
Als die Lotsen beobachten konnten, dass ein Unfall unmittelbar bevorstand, verständigten sie die Flughafenfeuerwehr des Boeing Field, welche sich etwa 1.300 Fuß südlich des Kontrollturms und 200 Fuß südlich des Hangars befand, gegen den die Maschine geprallt war. Der verantwortliche Feuerwehrmeister hatte die Kollision gehört. Er und zwei weitere Feuerwehrleute, die in dieser Nacht Dienst hatten, reagierten unverzüglich, indem sie mit sämtlicher verfügbarer Feuerlöschausrüstung ausrückten.

## Ursache
Das Civil Aeronautics Board (CAB) übernahm nach dem Unfall die Ermittlungen zur Unfallursache. Die Ermittler stellten als Ursache fest, dass versucht worden war, mit einer Maschine zu starten, die Eisansätze an den Tragflächen hatte. Es konnte ermittelt werden, dass am Unfalltag, als die Maschine ohne Tragflächenabdeckungen auf dem Flughafengelände geparkt gewesen war, zwischen 16:00 Uhr und 17:00 Uhr Schnee gefallen war. Während der erste Schnee schmolz, sei die Temperatur ab 17:00 Uhr unter den Gefrierpunkt gefallen. Es sei zu Eisbildung gekommen, weiterer Schnee bzw. Schneematsch sammelte sich auf den Tragflächen an.
Die Ermittler stellten fest, dass mehrere Enteisungsversuche unternommen wurden. Zunächst sei gegen 18:00 Uhr ein Seil über die Tragflächen und die Höhenflossen gezogen worden. Hierbei habe man zwar den Schnee, nicht jedoch das Eis von den Tragflächen entfernen können. Als Nächstes seien die Tragflächen mit Hochdruck abgespritzt worden. Hierdurch hätten sich zwar lose Eisansätze gelöst, jedoch betrugen die Temperaturen zu diesem Zeitpunkt 29 °F (ca. −1,5 °C), und so habe sich an den Stellen, an denen das Wasser angewendet wurde, nach kurzer Zeit Eis gebildet, nun erstmals auch an den Unterseiten der Tragflächen. Als Emmett G. Flood, einer der für den Flug vorgesehenen Piloten, am Flughafen eintraf und die Maschine inspizierte, weigerte er sich aufgrund deren Zustandes, den Flug durchzuführen und fuhr wieder nach Hause. Nachdem Flood weggefahren war, wurde ein dritter Enteisungsversuch unternommen, diesmal durch die Besatzungsmitglieder Leland, Chavers und einen Mechaniker. Diesmal wurde eine Alkohollösung auf die Tragflächen geschüttet und der Mechaniker äußerte daraufhin, dass nun sämtliches Eis entfernt worden sei. Bei diesem letzten Enteisungsversuch wurde kein Versuch unternommen, die Unterseiten der Tragflächen zu enteisen und der Mechaniker inspizierte diesen Bereich auch nicht. Um 21:15 Uhr holte der Pilot Chavers die Meinung eines weiteren Piloten, Herrn John Wineyard, ein. Wineyard stellte beim Rundgang um die Maschine Eisansätze an beiden Tragflächenunterseiten fest, außerdem Eis- und Frostablagerungen an der Oberseite der linken Tragfläche. Er äußerte, dass, wenn er die Maschine fliegen müsste, er versuchen würde, vor dem Abheben eine hohe Geschwindigkeit zu erreichen.